# Batalla de Civetot
La batalla de Civetot de 1096 fue el enfrentamiento final de la cruzada popular, un movimiento mal armado de peregrinos de clase baja que tuvo lugar en paralelo a la Primera Cruzada.
Después de la desastrosa derrota cruzada en el asedio de Xerigordon, dos espías turcos extendieron el rumor de que los cruzados alemanes de la cruzada popular que habían tomado Xerigordon también se habían hecho con Nicea. Esto generó agitación en el campamento cruzado ante las expectativas de compartir el botín de la ciudad. Mientras, los turcos esperaban en la ruta a Nicea. Pedro el Ermitaño, líder nominal de la Cruzada, había marchado a Constantinopla para negociar el abastecimiento de la cruzada y su regreso era esperado pronto, por lo que la mayoría de los dirigentes eran partidarios de aguardar su vuelta. Aun así, Godofredo Burel, que había tomado el control, arguyó que era cobarde esperar en vez de avanzar cuanto antes contra los turcos. Su voluntad prevaleció y en la mañana del 21 de octubre el ejército cruzado al completo marchó hacia Nicea con 20 000 soldados, dejando a mujeres, niños, viejos y enfermos en el campamento.
A tres millas del campamento, donde la carretera se adentraba a un estrecho valle boscoso cerca del pueblo de Dracon, esperaba el ejército turco de Kilij Arslan. Al acercarse, las fuerzas cruzadas iban en una marcha ruidosa y fueron inmediatamente sometidos a una lluvia de flechas. El pánico cundió inmediatamente y en minutos el ejército entró en una huida en desbandada al campamento. La mayoría de los cruzados fueron masacrados (hasta 60 000 personas según algunas crónicas); aun así, mujeres, niños y quienes se rindieron fueron perdonados. Tres mil, incluyendo a Godofredo Burel, fueron capaces de obtener refugio en un castillo abandonado.: 132  Finalmente una fuerza bizantina bajo el mando Constantino Katakalon fue capaz de levantar el sitio sobre los supervivientes. Los pocos miles de supervivientes regresaron a Constantinopla siendo los únicos restos de la cruzada popular.